# Luac
Luac es un barrio rural  del municipio filipino de tercera categoría de Culión perteneciente a la provincia  de Paragua en Mimaro,  Región IV-B.

## Geografía
El municipio de Culión, 270 km al norte de Puerto Princesa, se extiende por  la totalidad de  isla de Culión y otras adyacentes, entre las de Busuanga al norte, Linapacán al sur y Corón a levante.
Todas forman parte del  de las islas Calamianes  en el norte de la provincia de Paragua, en el Estrecho de Mindoro, lengua de mar que comunica el mar de la China Meridional y el Mar de Joló.    
Situado en el extremo noroccidental del municipio en la  isla de Culión,  frente al Paso del Oeste de Corón que le separa de  la isla de Lajo y de Dibolinay. Comprende,  además de su parte insular, la isla de Lamud y los islotes de Mona, de Nici, de Lajoy-Lajoy y de Kalo.

### Demografía
El barrio  de Luac  contaba  en mayo de 2010 con una población de 1.635 habitantes, siendo el  tercer barrio más poblado del municipio.

## Historia
La isla de Culión formaba parte de la provincia española de  Calamianes, una de las de las 35 provincias de la división política del archipiélago Filipino, en la parte llamada de Visayas. Pertenecía a la audiencia territorial  y Capitanía General de Filipinas, y en lo espiritual a la diócesis de Cebú.